# 費爾奧克斯鎮區 (阿肯色州克羅斯縣)
費爾奧克斯鎮區（英語：Fair Oaks Township）是位於美國阿肯色州克羅斯縣的一個行政鎮區。

## 地方資料
費爾奧克斯鎮區的面積為85.35平方千米，當中陸地面積為85.03平方千米，而水域面積為0.32平方千米。根據2010年美國人口普查的數據，當地共有人口167人，而人口密度為每平方千米1.96人。